# Hertsa
Hertsa (tiếng Ukraina: Герца) là một thành phố của Ukraina. Thành phố này thuộc tỉnh Chernivtsi. Thành phố này có diện tích ? km2, dân số theo điều tra dân số năm 2022 là 2097 người.